# Federación de Instituciones Mexicanas Particulares de Educación Superior
La Federación de Instituciones Mexicanas Particulares de Educación Superior (FIMPES) es la organización sin ánimo de lucro que agrupa a las instituciones privadas de educación superior en México. La institución fue fundada el 4 de diciembre de 1981 y a principios de 2016 estaba conformada por 109 instituciones que atendían una matrícula de 550 000 alumnos.

## Acreditación FIMPES y calidad de la educación privada en México
Especialmente a partir de la década de los 80 se registró en México un alto crecimiento de la matrícula de la educación superior. Este crecimiento se logró, entre otras razones, por el surgimiento de una multiplicidad de universidades privadas, muchas de ellas consideradas como instituciones de baja calidad, más conocidas coloquialmente como "Universidades patito" o "universidades de garaje". En este sentido, uno de los importantes desafíos de la educación superior en México es contar con mecanismos transparentes de aseguramiento de calidad que vayan más allá de la mera autorización gubernamental para operar, especialmente considerando que para 2008 ya un 32 % de la matrícula nacional en educación superior se encontraba inscrito en universidades privadas.
En respuesta a este desafío, a partir de 1996, la FIMPES desarrolló su propio proceso de acreditación institucional que, de manera similar al existente en el sistema de educación superior de países como Estados Unidos, se basa en una serie de criterios de calidad, el desarrollo de un auto-estudio institucional que evalúa el grado de cumplimiento de tales criterios y, finalmente, la visita de un grupo de pares de otras instituciones miembros que elaboran un Reporte con recomendaciones las cuales, una vez atendidas por la institución, le hacen merecedora de obtener la Acreditación por un periodo definido de tiempo.
En 2009, las instituciones miembros de FIMPES representaban el 15 % de la matrícula nacional de educación superior en México.
De manera adicional, la Secretaría de Educación Pública ha establecido un "Registro de Excelencia Académica" que se otorga a aquellas instituciones que tengan un mínimo de 10 años impartiendo educación superior con Reconocimiento de Validez Oficial de Estudios (RVOE) y no tener sanciones en los últimos tres años, además de otros mecanismos de evaluación de calidad en el servicio. En 2009, solamente 24 de las 115 instituciones miembros de FIMPES han obtenido este Registro.